# Берта Бургундська
Берта Бургундська (фр. Berthe de Bourgogne; бл. 964 — 16 січня 1010) — королева Франції в 997–1001 роках. Берта була донькою Конрада I Тихого, короля Бургундії та Матильди Французької, а також вдовою графа Еда I де Блуа. У 997 році Берта поєдналася шлюбом з Робертом II Побожним, королем Франції з династії Капетингів. Від цього шлюбу народився тільки мертвонароджений син.

## Життєпис
Берта, що народилась приблизно 964 року, у 980 або 983 році поєдналася шлюбом з графом Едом I де Блуа, одним з наймогутніших феодалів Франції часів Гуго Капета. У них було кілька дітей, включаючи Одо II.
Ще коли Берта була дружиною Еда, король Франції Роберт II Побожний закохався в неї (992 рік). Після смерті Еда I де Блуа, що сталася 12 березня 996 року, Роберт II захотів одружитися з Бертою, але його батько Гуго Капет чинив опір цьому через кровне споріднення. Після смерті батька, що сталася 24 жовтня 996 року, Роберт II розлучився з першою дружиною Сузанною Італійською, яка стала його дружиною за наполяганням його батька і була набагато старша за нього, для того, щоб одружитися з Бертою. Шляхом цього вигідного шлюбу король здобув багато багатих і великих володінь. Але, на жаль, Берта була родичкою йому в одному з тих ступенів споріднення, за яких шлюб заборонений канонічними законами (троюрідна сестра — бабця з боку матері була рідною сестрою дружини Гуго Великого).

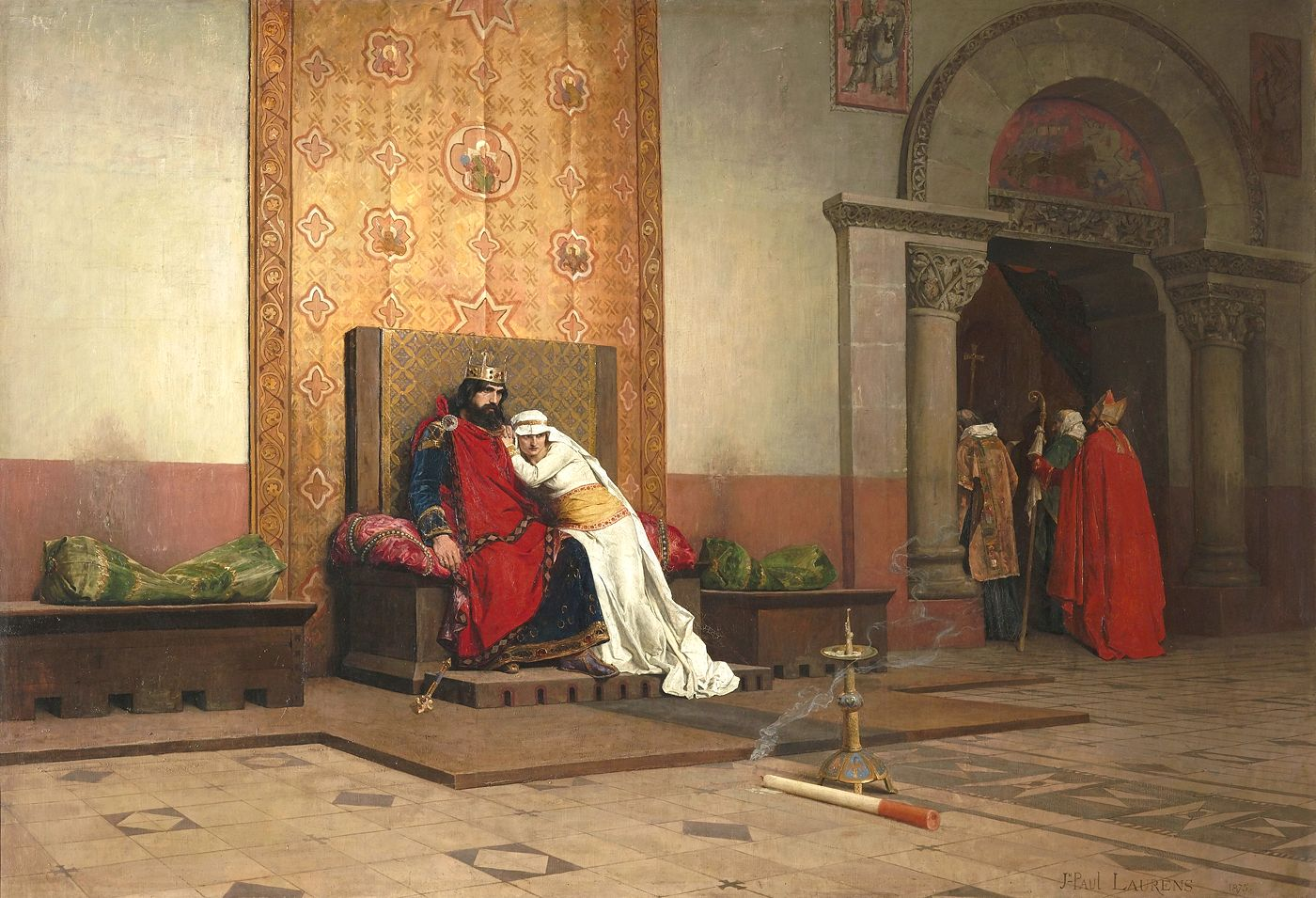
Відлучення Роберта Побожного. Жан-Поль Лоран, 1875, Музей Орсе.

Папа Григорій V оголосив цей шлюб недійсним і, коли, незважаючи на це, Роберт не захотів розлучитися з Бертою, відлучив його в 998 році від церкви. Проте король довгий час залишався вірним дружині і захищав її проти Папи і французького духовенства. Він не звертав уваги на відлучення від церкви і на накладене на нього церковне покарання. Тільки передчасні пологи дружини похитнули його вірність. Шлюб був анульований Папою Сильвестром II. Він, урешті-решт, розлучився з Бертою і незабаром одружився з Констанцією Арльською, донькою графа Гільома I Прованського, яка була так само горда, властолюбна і скупа, як побожний, добрий і щедрий Роберт. Спочатку вона цілком підпорядкувала собі короля, але при такому різкому протиріччі їх натур між ними виникли такі погані відносини, що Роберт, незважаючи на своє благочестя, деякий час відкрито жив у подвійному шлюбі, намагаючись отримати від Папи дозвіл знову з'єднатися з Бертою. Берта була і залишалася єдиним і справжнім коханням Роберта II аж до її смерті, що сталася 16 січня 1010 року.

## Родина
1 Чоловік (з 980 року) — Ед I Блуаський (945/950—996), син Тібо I, графа Блуаського і Літгарди де Вермандуа.
Діти:
- Роберт (пом. 989 / 995);
- Тібо II де Блуа (985–1004) — граф Блуаський;
- Ед II де Блуа (990–1037) — граф Блуаський;
- Роже де Блуа — єпископ Бовезький ;
- Тьєррі (пом. 996 / 1001);
- Ландрі (пом. після 1007);
- Агнес де Блуа — чоловік: Жоффруа II (пом. 1055), віконт де Туар;
- Берта.

2 Чоловік (з 997 року) — Роберт II Побожний, король франків з 987 року, син короля Гуго Капета і Аделаїди Аквітанської.
Діти:
- мертвонароджений син.